# Irina Dvorovenko
Irina Dvorovenko, född 28 oktober 1971 i Kiev, Ukrainska SSR, Sovjetunionen är en ukrainsk ballerina. Hon är sedan 1997 prima ballerina vid American Ballet Theatre i New York.